# 广澳高速公路
广澳高速公路，原是为迎接澳门回归而兴建的京珠高速公路广珠段，在中华人民共和国交通部制定中国国家高速公路网后改用现名，编号原為G4w，後改用G0425，是京港澳高速公路的并行线，途经广州、中山、珠海，通往澳门。

## 里程
| 广东省 |       |        |        |      |        |          |          |
| 城市   | 里程  | 起点   | 终点   | 长度 | 车道数 | 路面宽度 | 设计时速 |
| 广州市 | 51km  | 黄埔区 | 番禺区 | 51km | 6      | 34.5     | 100      |
| 中山市 | 94km  | 中山市 | 中山市 | 42km | 6      | 29.5     | 120      |
| 珠海市 | 127km | 香洲区 | 香洲区 | 34km | 4      | 24       | 120      |

## 分段情况
中华人民共和国交通运输部已启动全国高速公路统一命名和编号工作，纳入国道主干线的高速公路将逐步使用新名称替换旧名称，下面列出其具体走向的旧名，以资参考。

### 广东段
共划分为「广州东二环段」、「广珠北段」和「广珠东段」及「西部沿海段」，其中前三段均為原京珠高速公路的一部份。
广州东二环段亦为广州绕城高速公路的东段。工程起于萝岗区东区街道火村，与广州北二环高速公路及广深高速公路相接，经笔村、黄埔区穗东街道庙头村，在菠萝庙船厂北侧跨越珠江主航道至番禺区化龙镇草堂村，终点与广珠东段及广明高速公路相接。路线全长18.694公里，路基宽34.5米，桥梁宽34.5米（不含布索区），双洞隧道宽17.5米、高8.95米，全线双向6车道（远期8车道）。共设互通立交3座，分离立交4座，特大桥2座、大桥4座、中小桥2座、隧道1座，设计时速100公里，全程路灯照明、沥青路面。该工程以珠江黄埔大桥为主，桥长7.0165公里，总投资28亿元，还有国内首座双洞分离式8车道的龙头山隧道，长约1000米。
广珠北段全线位于广州市东南部，为广澳高速公路及莞佛高速公路的共线路段。线路北接广州东二环高速公路，途经番禺化龙、石楼、石碁和南沙区东涌、黄阁，止于南沙坦尾，南接广珠东段和虎门大桥，路线全长27公里。 采用双向6车道高速公路标准建设，设计时速120公里，2005年12月20日通车。

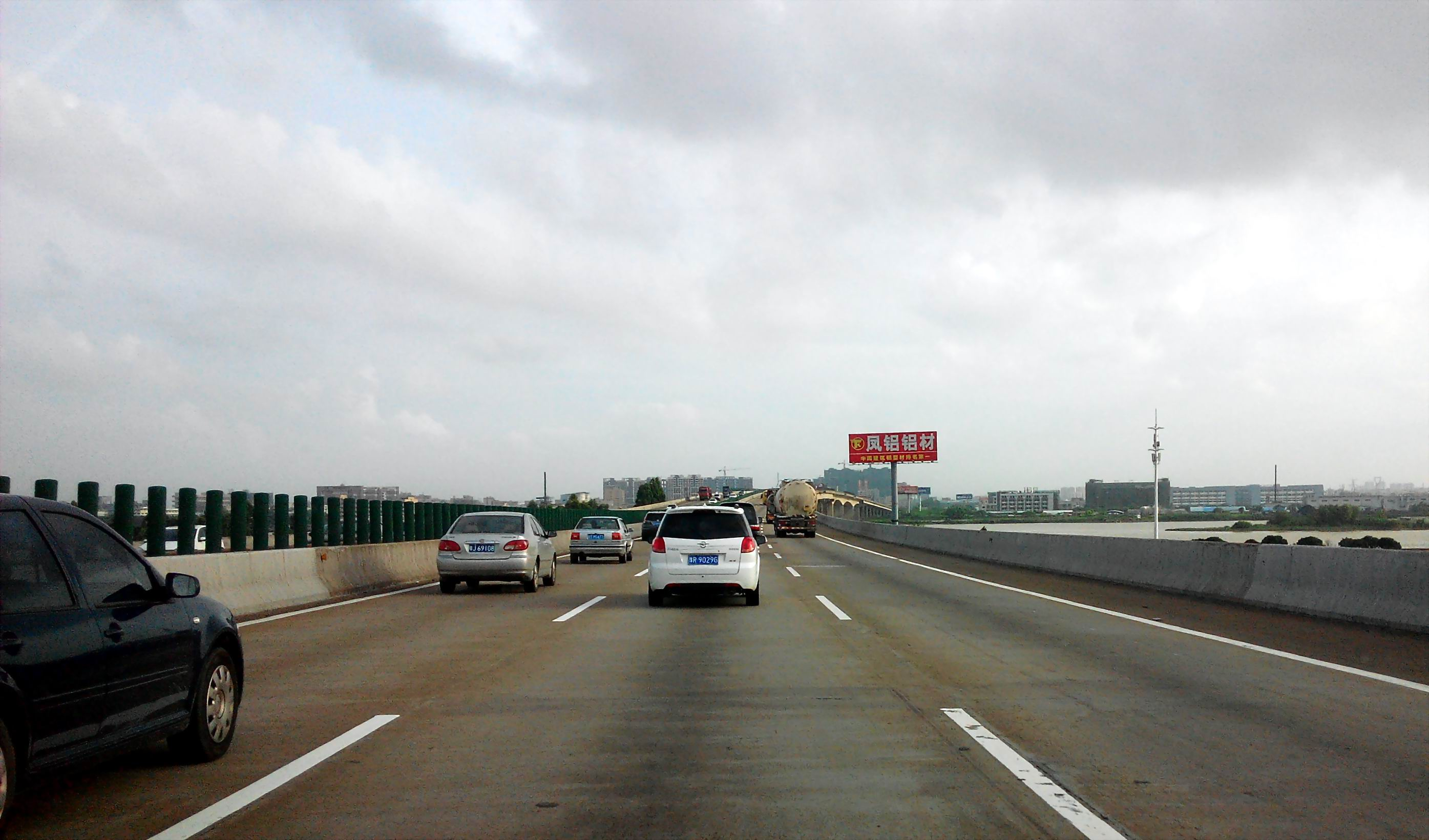
广澳高速横沥桥（广州及中山交界）

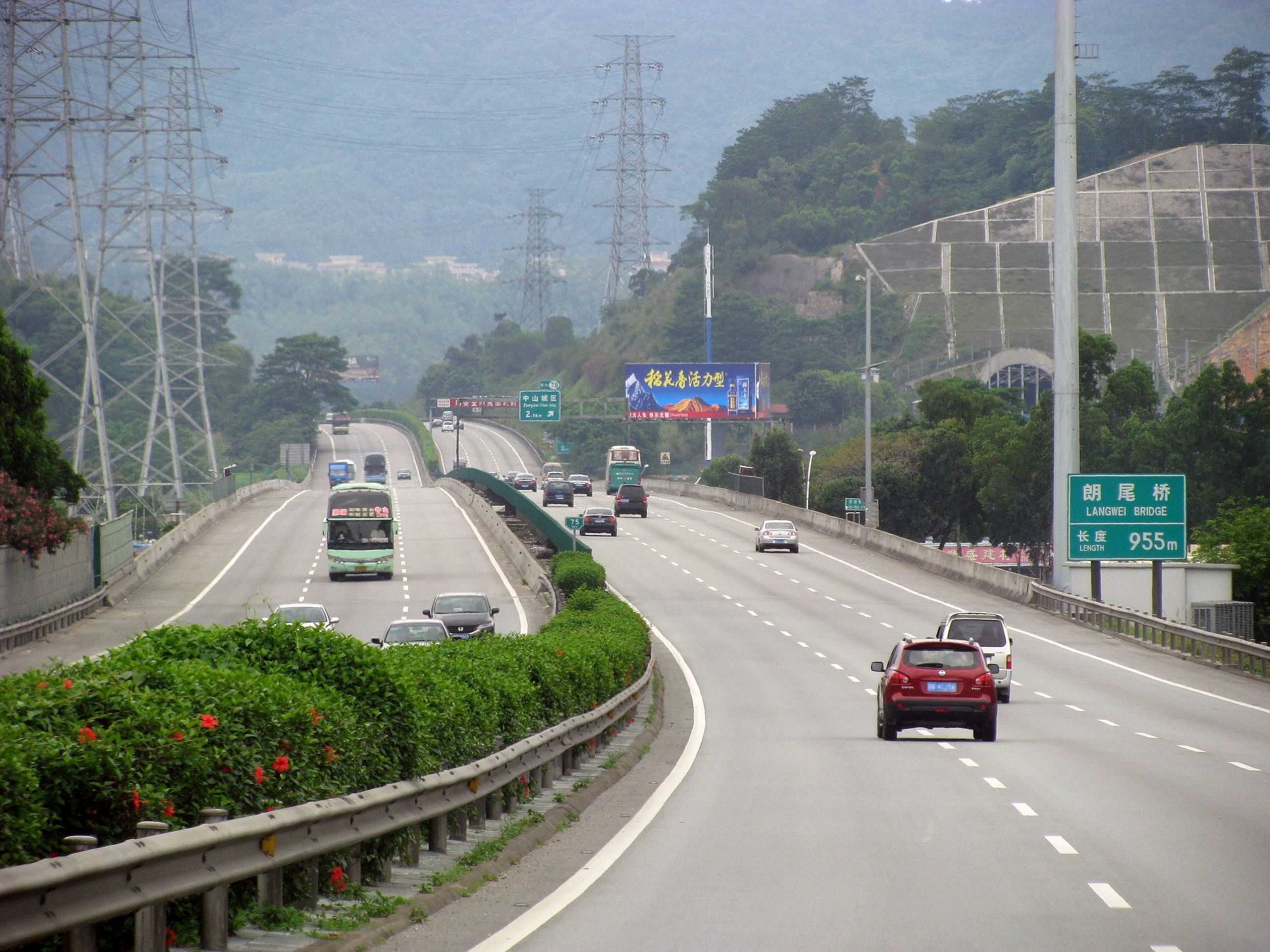
广澳高速中山段

广珠东段起点为广州市南沙坦尾，终点为珠海市高新区金鼎，全程62.4公里。项目于1995年10月15日开工，1999年12月6日通车。其中塘坑至南朗段为双向六车道，设计时速120公里；南朗至金鼎为双向四车道，设计时速100公里。设有亭角、灵山、三角、民众、中山城区、翠亨及珠海（含下栅）8个收费站。
西部沿海段由西部沿海高速公路的珠海段及月环支线组成，珠海段由金鼎至中山市坦洲镇月环村，于2005年12月28日通车。全长55.048公里，设双向4车道，全线共有互通立交6座；月环支线北起月环村，连接广珠西线高速公路，向南经坦洲第三工业区，经坦洲镇五福、联星、沙心管理区，至珠海市南屏工业区，连接珠海大道，路线全长为12.74公里，其中中山境内为10.97公里，珠海境内为1.77公里。全线共设特大桥4座，大桥15座，中桥2座，匝道桥7座，边防公路跨线桥1座。线路、桥梁按双向六车道设计，设计车速为100km/h。工程实际投资15.03亿人民币。
珠海南屏至洪湾立交段随 金海高速横琴二桥段建设，于2015年12月30日通车。

## 改扩建
2022年11月25日，广澳高速公路南沙至珠海段改扩建工程在中山市举行开工动员会。项目起于广州南沙区黄阁镇坦尾枢纽立交，经广州市南沙区黄阁镇、横沥镇，中山市三角镇、民众街道、港口镇、火炬开发区及南朗街道，止于中山市翠亨新区南朗街道珠海收费站，里程约50.4公里。项目为广东首条“六改十”高速，改扩建后该段将设双向十车道，设置互通立交10座、服务区1处，全线预计2027年底建成通车。

## 互通枢纽及服务设施列表
| 地区                                                                                         | 里程     | 类型                              | 名称              | 连接                                  | 说明                                                                      |
| 并行路段                                                                                     | 并行路段 | 并行路段                          | 并行路段          | 并行路段                              | 并行路段                                                                  |
| -------------------------------------------------------------------------------------------- | -------- | --------------------------------- | ----------------- | ------------------------------------- | ------------------------------------------------------------------------- |
| 广州市 黄埔区                                                                                |          | (39)                              | 火村 火村东服务区 | 北二环高速 广深高速 广佛高速          | 广州东二环段起点 服务区在匝道连接处，原火村收费站位置                     |
| 广州市 黄埔区                                                                                |          | (42)                              | 笔村              | 广园快速路                            |                                                                           |
| 广州市 黄埔区                                                                                |          | (45)                              | 官田              | 广深沿江高速 广深公路                 |                                                                           |
| 广州市 番禺区                                                                                |          | (53)                              | 草堂              | 工业路                                |                                                                           |
| 广州市 番禺区                                                                                |          | (56)                              | 化龙              | 广明高速 新化快速                     |                                                                           |
| 广州市 番禺区                                                                                |          | 停车场 · 加油设施 · 修车站 · 餐厅 | 官桥服务区        | 官桥服务区                            |                                                                           |
| 广州市 番禺区                                                                                |          | (66)                              | 石碁              | 石清公路、亚运大道                    |                                                                           |
| 广州市 南沙区                                                                                |          | (69)                              | 东涌              | 南二环高速 南沙大桥                   | 广州东二环段终点 广珠北段起点                                             |
| 并行路段                                                                                     |          |                                   |                   |                                       |                                                                           |
| 广州市 南沙区                                                                                |          | (36)                              | 黄阁              | 黄榄快速 市南路东涌线                 |                                                                           |
| 广州市 南沙区                                                                                |          | 枢纽                              | 黄阁西            | 狮子洋通道                            |                                                                           |
| 广州市 南沙区                                                                                |          | (42)                              | 亭角              | 南沙大道 亭角大桥                     |                                                                           |
| 广州市 南沙区                                                                                |          | (43)                              | 坦尾              | 虎门大桥                              | 广珠北段终点 广珠东段起点                                                 |
| 路段                                                                                         |          |                                   |                   |                                       |                                                                           |
| 广州市 南沙区                                                                                |          | (46)                              | 灵山              | 番中公路 （以南为 228国道组成部分）   |                                                                           |
| 广州市 南沙区                                                                                |          | (49)                              | 横沥              | 南沙港快速                            | 仅限西 - 南和东 - 北方向                                                  |
| 中山市 三角镇                                                                                |          | 枢纽                              | 高平              | 中山东环高速                          |                                                                           |
| 中山市 三角镇                                                                                |          | (58)                              | 三角              | 南三公路                              |                                                                           |
| 中山市 民众镇                                                                                |          | (62)                              | 民众 中山服务区   | 横二线、阳光大道                      | 原民众服务区                                                              |
| 中山市 港口镇                                                                                |          | (68)                              | 新隆              | 中江高速 南中高速                     |                                                                           |
| 中山市 火炬开发区                                                                            |          | 出入口                            | 岐江新城南        | 世纪大道                              | 中山站                                                                    |
| 中山市 火炬开发区                                                                            |          | (78)                              | 火炬西 中山城东   | 中开高速 博爱七路                     | 原中山市城区收费站                                                        |
| 中山市 南朗镇                                                                                |          | (89)                              | 翠亨              | 翠亨大道                              |                                                                           |
| 中山市 南朗镇                                                                                |          | (93)                              | 平顶              | 广澳高速珠海支线                      | 广珠东段终点 西部沿海段起点                                               |
| 并行路段                                                                                     |          |                                   |                   |                                       |                                                                           |
| 中山市 三乡镇和珠海市 香洲区交界处                                                           |          | (102)                             | 那洲              | 香山路                                |                                                                           |
| 中山市 坦洲镇和珠海市 香洲区交界处                                                           |          | (109)                             | 坦洲              | 香海高速 谷都大道 坦洲快线            |                                                                           |
| 中山市 坦洲镇                                                                                |          | 出入口                            | 申堂              | 科技路、前进四路                      |                                                                           |
| 中山市 坦洲镇                                                                                |          | (114)                             | 月环              | 广珠西线高速 西部沿海高速             | 西部沿海段终点 月环段起点                                                 |
| 并行路段                                                                                     |          |                                   |                   |                                       |                                                                           |
| 中山市 坦洲镇                                                                                |          | 枢纽                              | 新丰围            | 香海高速                              |                                                                           |
| 中山市 坦洲镇                                                                                |          | 出入口                            | 沙坦公路          | 坦神南路                              | 与珠海大道相连，无法直接进入高速                                          |
| 珠海市 香洲区                                                                                |          | (126)                             | 南屏              | 珠海大道                              |                                                                           |
| 珠海市 香洲区                                                                                |          | 枢纽 · 主线出入口                 | 洪湾              | 港珠澳大桥 洪鹤大桥 金海大桥 兴湾四路 | 珠三角环线高速往 澳門 · 珠台高速前往高欄港及台山 · 金海高速前往横琴及三灶 |
| 1.000 英里 = 1.609 千米；1.000 千米 = 0.621 英里 并行路段 • 已关闭／取消 • 限制进入 • 未开放 |          |                                   |                   |                                       |                                                                           |

## “二线”通道从合作区往内地方向（出岛方向）通行功能、时间
深井通道“二线”通道
仅通行旅游大巴、备案客车。
通行时间：每天06:00至00:00。

## 另見
- 中国公路命名与编号
- 中国国家高速公路网
- 京珠高速公路